# Araneus thorelli
Araneus thorelli este o specie de păianjeni din genul Araneus, familia Araneidae. A fost descrisă pentru prima dată de Roewer în anul 1942.
Este endemică în Myanmar. Conform Catalogue of Life specia Araneus thorelli nu are subspecii cunoscute.